# Lista de programas transmitidos pela PBS
Esta é uma lista de programas transmitidos pela PBS, rede de televisão estadunidense.

## Programação atual
- 1 Syndication pela American Public Television.
- 2 Syndication pela National Educational Telecommunications Association.
- 3 Ainda re-executando em algumas emissoras da PBS (somente programação anterior).
- 4 Apresentado nos estúdios KQED.
- 5 Syndication pela Executive Program Services.
- 6 Syndication pela WestLink.
- 7Anteriormente transmitido na KQED Public Television.

### PBS
- African American World
- Amanpour & Company (2018–presente)
- American Experience (1988–presente)
- American Masters (1986–presente)
- The American Woodshop (1993–presente)
- America's Test Kitchen1 (2001–presente)
- Antiques Roadshow (1997–presente)
- Articulate (2015–presente)
- Ask This Old House (2002–presente)
- Austin City Limits (1976–presente)
- BBC World News Today (2018-)[1]
- Beyond 100 Days (2018-)[1]
- Burt Wolf: Travels & Traditions1 (2000–presente)
- Ciao Italia (1989–presente)
- Closer to Truth5 (2008–presente)
- Consuelo Mack WealthTrack1 (2005–presente)
- Creative Living with Sheryl Borden6 (1976–presente)
- The Daytripper2 (2010–presente)
- Democracy Now!6 (2001–presente)
- Destination Craft with Jim West (2017–presente)
- Finding Your Roots (2012-presente)
- Fons & Porter's Love of Quilting2 (2003–presente)
- For Your Home1 (1996–presente)
- Frontline (1983–presente)
- GardenSMART'2 (2001–presente)
- Globe Trekker1 (1994–presente)
- Great Performances (1972–presente)
- Green
- Independent Lens (1999–presente)
- Martha Bakes
- Martha Stewart's Cooking School
- Masterpiece (1971–presente)
- Men at Work
- Mexico: One Plate at a Time1
- MotorWeek (1981–presente)
- National Geographic Specials
- Nature (1982–presente)
- New Scandinavian Cooking1 (2003–presente)
- Nightly Business Report1 (1979–presente)
- Nova (1974–presente)
- The Open Mind2 (1956–presente)
- PBS NewsHour (1975–presente)
- P.O.V. (1988–presente)
- Rick Steves' Europe1 4 (2000–present)
- Rough Cut1 (2009–presente)
- Samantha Brown's Places to Love (2018–presente)
- Secrets of the Dead (2000–presente)
- Simple Living with Wanda Urbanska
- Sit and Be Fit2 (1987–presente)
- Start Up2 (2013–presente)
- A Taste of History2 (2008–presente)
- Texas Parks & Wildlife2 (1985–presente)
- This Is America & the World with Dennis Wholey2 (1998–presente)
- This Old House (1979–presente)
- The Victory Garden (1975–presente)
- Washington Week (1967–presente)
- We'll Meet Again (2018-presente)
- WoodSongs2 (2006–presente)
- The Woodwright's Shop (1979–presente)

### PBS Kids

#### Séries de televisão
| Título                                     | Brazil                           | Portugal                         | Estreia                 | Temporada atual | Português Canal                                       | América        | Europa                                                      | Aisa                   | Fontes    |  |
| ------------------------------------------ | -------------------------------- | -------------------------------- | ----------------------- | --------------- | ----------------------------------------------------- | -------------- | ----------------------------------------------------------- | ---------------------- | --------- |  |
| Sesame Street                              |                                  |                                  | 10 de novembro de 1969  | 49              |                                                       |                |                                                             |                        |           |  |
| Arthur                                     |                                  |                                  | 7 de obturo de 1996     | 22              |                                                       |                |                                                             |                        |           |  |
| Cyberchase                                 |                                  |                                  | 21 de janeiro de 2002   | 11              |                                                       |                |                                                             |                        |           |  |
| Curious George                             | George O Curiouso                | Curious George                   | 7 de setembro de 2006   | 13              | Sic K                                                 |                |                                                             |                        |           |  |
| Dinosaur Train                             | DinoTrem                         |                                  | 7 de setembro de 2009   | 5               | CPanda DKids                                          |                |                                                             |                        |           |  |
| The Cat in the Hat Knows a Lot About That! |                                  |                                  | 7 de agosto de 2010     | 3               |                                                       |                |                                                             |                        |           |  |
| Wild Kratts                                |                                  |                                  | 3 de janeiro de 2011    | 6               |                                                       |                |                                                             |                        |           |  |
| Daniel Tiger's Neighborhood                | Daniel Tigre                     | Daniel Tigre                     | 3 de setembro de 2012   | 5               |                                                       |                |                                                             |                        |           |  |
| Peg + Cat                                  | Peg + Gato                       | Peg + Gato                       | 7 de outubro de 2013    | 2               | Zig Zag                                               |                |                                                             | E-Junior               |           |  |
| Odd Squad                                  | Esquadrão Briza                  | Razão de Brisa                   | 26 de novembro de 2015  | 2               | JimJam Gloob                                          |                |                                                             |                        |           |  |
| Nature Cat                                 |                                  | O Aventura do Gato               | 25 de novembro de 2015  | 2               | Canal Panda                                           |                |                                                             | JeemTV                 |           |  |
| Ready Jet Go!                              | Ready Jet Go!                    | Lista Jet Vamos                  | 15 de fevereiro de 2016 | 2               | Nat Geo Kids SIC K                                    |                |                                                             |                        |           |  |
| Splash and Bubbles                         | Splash e Bubble                  | Água e Bubble                    | 23 de novembro de 2016  | 1               | Nat Geo Kids SIC K                                    |                |                                                             |                        |           |  |
| Pinkalicious & Peterrific                  | Pinkalicious & Peterrific        |                                  | 19 de fevereiro de 2018 | 1               | Canal Panda SIC K TV Brasil                           | Tiin           | LTV Sub TV ZTV CBBC                                         | E-Junior JeemTV Logica | Canal Pan |  |
| Let's Go Luna!                             |                                  |                                  | 21 de novembro de 2018  | 1               | NGKIDS                                                | Nat Geo Kids ) | LTV Sub TV ZTV CBBC                                         | E-Junior JeemTV Logica |           |  |
| Molly of Denali                            | Molly of Denali                  | Marciais de Denali               | 15 de julho de 2019     | 1               | Nat Geo Kids Canal Panda                              | Nat Geo Kids ) | Okoo ZTV                                                    | Jeem TV                |           |  |
| Xavier Riddle and the Secret Museum        | Xavier Riddle E O Secreto Meusmo | Xavier Riddle E O Secreto Meusmo | 11 de novembro de 2019  | 1               | Nat Geo Kids                                          | Nat Geo Kids ) | ZTV                                                         | E-Junior               |           |  |
| Clifford The Big Red Dog (2019)            | Cliffordo O Gigtnaic Cão Velem   | Cliffordo O Grande Rojo Cão      | 7 de dizembro de 2019   | 2               | Canal Futura Discovery Kids Canal Panda Zig Zag SIC K | DKids LÁ Tiin  | LTV ZTV Ketnet Tiji Rai 1 Rai Gulp Rai Yoyo 20th Television | DIsney Channel ASia    |           |  |
| The Garfield Show                          | O Show do Garfield               | Garfield                         | 7 de dizembro de 2019   | 5               |                                                       |                |                                                             |                        |           |  |
| Hero Elementary                            | TBA                              | Escola Primária de Heróis        | 1 de Junho de 2020      | 1               | Canal Panda SIC K                                     |                | ZTV                                                         | JeemTV                 |           |  |
| Elinor Wonder Why                          | Elinor O Que Maravilhoso         |                                  | 7 de setembro de 2020   | 1               | Gloob                                                 |                | LTV                                                         | JeemTV                 |           |  |

#### Web series
- Oh Noah!
- Plum Landing
- The Ruff Ruffman Show

#### Reprises de desenhos animados
| Título                      | título em Brasília     | Título em Portugal | Primeiro episódio     | Ultimo episódio         | Data de reexibição       | Fontes |
| --------------------------- | ---------------------- | ------------------ | --------------------- | ----------------------- | ------------------------ | ------ |
| Caillou                     | Caillou                |                    | 4 de setembro de 2000 | 3 de outubro de 2010    | 2013–2014; 2016–presente |        |
| Clifford the Big Red Dog    |                        |                    | 4 de setembro de 2000 | 25 de fevereiro de 2003 | 2013–2014; 2016–presente |        |
| Clifford's Puppy Days       | Clifford o cachorrinho |                    | 1 de setembro de 2003 | 28 de maio de 2004      | 2013–2014; 2016–presente |        |
| Peep and the Big Wide World |                        |                    | 12 de abril de 2004   | 14 de outubro de 2011   | 2018–presente            |        |
| Maya & Miguel               |                        |                    |                       |                         |                          |        |
| Super Why                   | Super Why              | Super Why          | 3 de setembro de 2007 | 12 de maio de 2016      | 2007–2016; 2016–presente |        |
| WordGirl                    | Garota Supersábia      |                    | 3 de setembro de 2007 | 7 de agosto de 2015     | 2015–presente            |        |
| WordWorld                   |                        |                    | 3 de setembro de 2007 | 17 de janeiro de 2011   | 2011–2013; 2017–presente |        |
| Martha Speaks               |                        |                    | 1 de setembro de 2008 | 18 de novembro de 2014  | 2018–presente            |        |
| Sid the Science Kid         |                        |                    | 1 de setembro de 2008 | 25 de março de 2013     | 2013–presente            |        |

#### Reprises de séries live-action
| Título                      | Primeiro episódio       | Ultimo episódio      | Data de reexibição | Fontes |
| --------------------------- | ----------------------- | -------------------- | ------------------ | ------ |
| Mister Rogers' Neighborhood | 19 de fevereiro de 1968 | 31 de agosto de 2001 | 2001–presente      |        |

## Futuros

### PBS Kids
| Título                                          | Título en Brazil | Portugal     | Data de estreia      | Português |
| ----------------------------------------------- | ---------------- | ------------ | -------------------- | --------- |
| Donkey Hodie                                    | Donkey Hodie     |              | January de 4 de 2021 | Gloob     |
|                                                 | ASA              |              | Maio de 3 de 2021    |           |
| Peep and the Big Wide World: Awesome Adventures |                  |              | Júlio 12 2021        | TBA       |
| Word Girl (2021)                                | TBA              | Super Sabina | Júlio 12 2021        | RTP 1     |
| Untitled PBS Kids Studios Show                  | TBA              | TBA          | October de 4 de 2021 | TBA       |
| Untitled PBS Kids Studios Show                  | TBA              | TBA          | October de 4 de 2021 | TBA       |
|                                                 | ASA              |              | October de 4 de 2021 | ASA SIC K |

## Programas

### PBS
- A.M. Weather (1978–95)
- Africa (2013)
- American Playhouse (1982–99)
- America's Ballroom Challenge (2006–09)
- Are You Being Served?
- Art of the Western World (1989)
- As Time Goes By
- Backyard Jungle
- Baking With Julia (1996–99)3
- BBC World News
- Big Apple History
- Big Blue Marble (1974–83)
- Bill Moyers Journal (1972–76; 1979–81; 2007–10)
- Biography of America
- Captain Kangaroo (1986–93)
- Carrascolendas
- Carrier (2008)
- Celtic Thunder
- Celtic Woman
- Charlie Rose (1991–2017)3 7
- A Chef's Life (2013–18)
- Childhood
- Click and Clack's As the Wrench Turns (2008)
- Columbus and the Age of Discovery
- Connect With English (1998)
- The Constitution: That Delicate Balance (1984)
- Cosmos: A Personal Voyage (1980)
- The Creation of the Universe
- Day At Night (1973–74)
- Dave Allen at Large (1971–79)
- design: e2
- Destinos (1992)
- Discover The World of Science (1982–90)
- Discovering Psychology: Updated Edition
- Doctor Who (1970s–90)
- EGG, the Arts Show (2000–05)
- The Electric Company (1971–77)
- Ethics in America (1988–89)
- Evening at Pops (1970–2005)
- Everyday Food (2003–12)
- Feeling Good
- Firing Line
- Fokus Deutsch
- Free to Choose
- The French Chef
- French in Action
- The Frugal Gourmet
- GED Connection
- Genius by Stephen Hawking (2016)
- The Health Quarterly
- Healthful Indian Flavors with Alamelu
- History Detectives (2003–14)
- Hometime (1986–2016)
- The Infinite Voyage
- Infinity Factory
- Inside Nature's Giants
- Irasshai[3]
- It's Strictly Business
- In the Mix
- Jazz (2001)
- The Joy of Painting (1983–94)1
- Julia and Jacques Cooking at Home
- Keeping Up Appearances
- Learn to Read
- Life on Fire
- Lilias, Yoga and You
- Literary Visions
- Little Snack
- Live from the Artists Den1 (2008–17)
- Live from Lincoln Center
- Long Ago and Far Away (1989–92)
- Madison (1993–98)
- Matinee at the Bijou
- The McLaughlin Group (1982–2016)
- The Mechanical Universe
- Meeting of Minds
- Mercy Street (2016–17)
- Mr. Bean
- Mystery! (1980–2006)
- New Project 300
- The New Red Green Show
- The New Yankee Workshop
- New Zoo Revue
- Nova ScienceNow
- NOW
- On Tour
- Once Upon A Classic
- Over Easy
- P. Allen Smith's Garden Home3
- The Pallisers
- A Place of Our Own (1998–2011)
- Polka Dot Door
- Powerhouse (1982–83)
- Race to Save the Planet
- Reading Rainbow
- The Red Green Show (Simultaneamente com Global, 1994–96 e CBC, 1997–2006)
- Religion & Ethics Newsweekly (1997–2017)
- Roadtrip Nation
- The Romagnolis' Table
- Say Brother
- Sessions at West 54th
- Sewing with Nancy(1982–2017)2 3
- Silver Screen: host Thomas Guback
- Sit and Be Fit
- Sneak Previews
- Soundstage
- Studio See (1977-79)
- Taking the Lead: The Management Revolution
- Talking with David Frost
- Tavis Smiley (2004–17)3
- Tony Brown's Journal
- Trying Times
- The Two Ronnies
- Vegetable Soup
- The Vicar of Dibley
- Villa Alegre
- Voices & Visions
- Wai Lana Yoga (2000-08)1 3 7
- Walk Through the 20th Century with Bill Moyers
- Wall $treet Week
- The Western Tradition
- Wide Angle
- Wild America
- Wired Science
- WonderWorks
- The World of Chemistry
- Zoobilee Zoo (mid-to-late 1980s)
- Zoom (1972–78)

### PBS Kids
- 3-2-1 Contact (1980–88)
- Adventures from the Book of Virtues (1996–2000)
- The Adventures of Dudley the Dragon (1993–97)
- Angelina Ballerina (2002–06)
- Angelina Ballerina: The Next Steps (2009–16)
- Animalia (2007–08)
- Anne of Green Gables: The Animated Series (2001–02)
- Bali (2010–14)
- Barney & Friends  (1992– 30 de enero de 2013)
- The Berenstain Bears (2003–10)
- Betsy's Kindergarten Adventures (2008–09)
- Between the Lions (2000–11)
- The Big Comfy Couch (1995–2006)
- Bill Nye the Science Guy (1993–99)
- Biz Kid$ (2008–13)
- Bob the Builder (série original) (inicio 2005; exibido até 2009)
- Bob the Builder: Project Build It (Late 2005–Early 2009; exibido até 2016)
- Bob the Builder: Ready, Steady, Build! (2009–12; exibido até 2017)
- Bob the Builder (reboot) (2015–18)
- Boohbah (14 de abril de 2003 - 1 de fevereiro de 2013)
- Cedarmont Kids (1993–2001)
- The Charlie Horse Music Pizza (1998–99)
- Corduroy (2000–01)
- Curiosity Quest (2004–15)
- Danger Rangers (2005–09)
- Design Squad (2007–13)
- The Dooley and Pals Show (2000–03)
- Dragon Tales (1999–05)
- DragonflyTV (2002–08)
- The Electric Company (2009–11)
- Elliot Moose (2000–01)
- Fetch! with Ruff Ruffman (2006–10)
- Franny's Feet (6 de abril de 2006 - 6 de fevereiro de 2012)
- George Shrinks (24 de junho de 2000 - presente)
- Gerbert (inicio dos anos 1990)
- Ghostwriter (1992–98)
- Groundling Marsh (1995–97)
- Hello Mrs. Cherrywinkle (1999–01)
- The Huggabug Club (1995–01)
- It's a Big Big World (2006–13)
- In the Mix (1996–2012)
- Jakers! The Adventures of Piggley Winks (2003–07)
- Jay Jay the Jet Plane (2001–05)
- Katie and Orbie (1996–97)
- Kidsongs (1987–98)
- Kratts' Creatures (1996–2000)
- Lamb Chop's Play-Along (1992–95)
- Liberty's Kids (2002–03)
- Lomax, the Hound of Music (2008)
- Mack & Moxy (2016) em Canal Futura
- The Magic School Bus (1994–97)
- Make Way for Noddy (2005–07)
- Mama Mirabelle's Home Movies (2007–08)
- Marvin the Tap-Dancing Horse (2000–04)
- Mary Lou's Flip Flop Shop (2001)
- Maya & Miguel (2004–17)
- Miffy and Friends (2007–13)
- My Bedbugs (2004–08)
- Newton's Apple (1983–98)
- Noddy (1998–2013)
- Pappyland (1993–96)
- Plaza Sesamo (1995–2009)
- Postcards from Buster (2004–12)
- The Puzzle Place (1994–2000)
- Raggs (2008–09)
- Reading Rainbow (1983–2013)
- Redwall (1999–2002)
- The Reppies (1996–97)1
- Ribert and Robert's Wonderworld1 (2005–08)
- Rosie & Jim (1992–2001)
- The Saddle Club1 (2006–11)
- Sagwa, the Chinese Siamese Cat (3 de abril de 2001 - 1 de janeiro de 2010)
- Scientastic! (2014)
- SciGirls (2010–18)
- SeeMore's Playhouse (2006–08)1
- Seven Little Monsters (2000–04)
- Shalom Sesame (2011–13)
- Sheira & Loli's Dittydoodle Works (2006–09)
- Shining Time Station (1989–98)
- Signing Time! (2006–08)
- Square One Television (1987–92)
- Storytime (1992–97)
- The Swamp Critters of Lost Lagoon (1995–2000)
- Teletubbies (4 de julho de 1997 - 1 de fevereiro de 2013)
- Theodore Tugboat (1996–99)
- Thomas & Friends (2004–17)
- Timothy Goes to School (2000–01)
- Toopy and Binoo (2005–10)
- Tots TV (1993–2001)
- Where in the World is Carmen Sandiego? (1991–2007)
- Where in Time is Carmen Sandiego? (1991–95)
- Wild Animal Baby Explorers (2010–14)
- Wimzie's House (1997–2001)
- Wishbone (1995–97)
- Wunderkind Little Amadeus (2006)
- Zoboomafoo (1999–2001)
- Zoom (1999–2005)
- Lormax (4 de fevereiro de 2013-2018
- Hooper (3 de abril de 2006 - 1 de janeiro de 2010)

#### Web series
- Africa for Kids
- African American World for Kids
- American Experience WayBack
- Backyard Jungle
- Beeswax
- Big Apple History
- Chuck Vanderchuck
- Democracy Project
- Don't Buy It: Get Media Smart
- EekoWorld
- Fizzy's Lunch Lab
- From the Top at Carnegie Hall
- Get Your Web License
- The Greens
- History Detectives
- It's My Life
- Jazz
- KidsWorld Sports
- Lifeboat to Mars
- News Flash 5
- Not for Ourselves Alone
- Ruff Ruffman: Humble Media Genius
- Speak Out
- Webonauts Internet Academy
- Wilson & Ditch: Digging America
- Wonders of the African World

#### Quadros
- PBS Kids Bookworm Bunch
- PBS Kids Go!
- PBS Kids Preschool Block

## Ligações Externas
- PBS.org: Search programs A-Z